# Michelle Najlis
Michelle Najlis (Granada, Nicaragua, 1 de noviembre de 1946) es una filóloga, poetisa, narradora y teóloga nicaragüense.
Pertenece a la generación literaria de los años 60 cuando irrumpieron en la literatura nicaragüense un grupo de mujeres poetas, con Ana Ilce Gómez y Vidaluz Meneses entre otras. 
En su poesía se identifica con la lucha de liberación desde la época estudiantil, cuando descolló por su arrojo y talento en los fundacionales años 60. 
Ha publicado poesía, cuentos y aforismos.

## Vida

### Origen
Es hija de padres franceses de origen judío, que llegaron a Nicaragua huyendo de la Segunda Guerra Mundial, además es descendiente de un héroe de la Primera Guerra Mundial, Henry Najlis, un ruso de origen judío.

### Formación
Realizó sus estudios de educación primaria y secundaria en el colegio de "La Asunción" de la ciudad de Managua. Ahí le influyeron mucho por una parte sus profesores de Ciencias (Rafael Carrillo, César Flores, Aníbal Fonseca) y por otra su profesora de Literatura (M. Amanda Escoto, religiosa de La Asunción).
Obtuvo una Licenciatura en Ciencia de la Educación con especialidad en Filología de la Universidad Nacional Autónoma de Nicaragua - UNAN.
Además ha realizado estudios superiores de Teología en el Seminario Bautista, con el Dr. Jorge Pixley; lo mismo que cursos superiores de Biblia (CIB 98) con destacados biblistas de América.

### Profesora y catedrática
Ejerció el magisterio como Profesora de secundaria en diversos institutos de Managua entre 1962-1972, como Catedrática universitaria de Literatura y Directora de Talleres de Poesía en la UNAN desde 1972 hasta 1997.
En la Universidad de Costa Rica - UCR dio clases de Español y Literatura, coordinó un Taller de poesía y coordinó la cátedra de Artes entre 1974 - 1979. 
A su regreso a Nicaragua, luego del triunfo de la Revolución Popular Sandinista, tuvo a su cargo una columna cultural en El Nuevo Diario 1983-1986. Fue asesora en el Ministerio de Educación en materia de Español y Literatura (1986-1990) en donde elaboró libros de texto para sexto, séptimo y octavo grados.
Fue Directora de Extensión Cultural en la Universidad Centroamericana - UCA de Managua en los años 1991-1997. A partir de esa fecha y hasta el presente trabaja en el Centro Ecuménico "Antonio Valdivieso", en donde fue coordinadora del área de Teología hasta el 2007. Actualmente tiene a su cargo el programa radial sabatino "Camino de Emaús" en donde aborda temas sociales con un enfoque bíblico y teológico.
Desde 2007 mantiene una posición crítica sobre el actuar del gobierno de Daniel Ortega en Nicaragua.

### Actualidad
En 2005 su libro de poesía mística, "La Soledad Sonora", fue seleccionado para su publicación por la Convocatoria Editorial del Centro Nicaragüense de Escritores - CNE.
Durante el período 2005-2007 fue Presidente de la Asociación Nicaragüense de Escritoras - ANIDE.

## Obras publicadas[2]
- El Viento Armado -Poesía. Universidad de San Carlos, Guatemala, 1971.
- Augurios -Poesía y Cuentos. Editorial Costa Rica. 1981.
- Ars Combinatoria -Aforismos y cuentos. Editorial Nueva Nicaragua, 1988.
- Caminos de la Estrella Polar -Prosas poéticas. Editorial Vanguardia, 1990.
- Cantos de Ifigenia -Poesía y cuentos. Editorial Vanguardia, 1991.
- La Soledad Sonora -Poesía mística. Publicado por CNE-ANE/NORAD, 2005.
- Hija del Viento. Managua. Hispamer. 2015
- El Viento que laSostiene. Managua. CNE. 2015